# ویروس بوربن
ویروس بوربن (به انگلیسی: Bourbon virus) گونه‌ای از ویروس کنه (به انگلیسی: Thogotovirus) می‌باشد که خود سردهای از خانواده ویروس‌های ارتومیکسوویریده است. ویروس بوربن همانند دیگر ویروس‌های کنه می‌تواند در یاخته‌های هردوی مهره‌داران و کنه‌ها رشد و نمو یابد و به طور معمول اغلب از کنه‌ها به مهره‌داران و منجمله انسان‌ها منتقل میشود.
ویروس بوربن نخستین بار بر اساس گزارش مرکز کنترل و پیشگیری بیماری در مردی در شهرستان بوربن، کانزاس در ایالات متحده آمریکا مشاهده شد که پس از نیش خوردن توسط کنه مبتلا گشته و در اثر بیماری جان باخت. شواهد نشان دهنده کشنده تر بودن این گونه از ویروس‌های کنه در مقایسه با دیگر گونه‌های آن می‌باشد. این ویروس نخستین گونه از ویروس‌های کنه می‌باشد که در آمریکا مشاهده شده است.

## نشانه‌های ابتلا به ویروس بوربن
نشانه‌های ابتلا به ویروس بوربن در نخستین بیمار مبتلا به این ویروس، موارد زیر گزارش شده‌اند:
تب بالا، سردرد، درد عضلانی، کاهش در تعداد یاخته‌های سفید و قرمز خون، افزایش سطح آنزیم‌های کبدی، کاهش اشتها و حالت تهوع شدید به ویژه پیش از مرگ ناگهانی ناشی از کار افتادن تعدادی از اندام‌ها.